# Monopoles du savoir

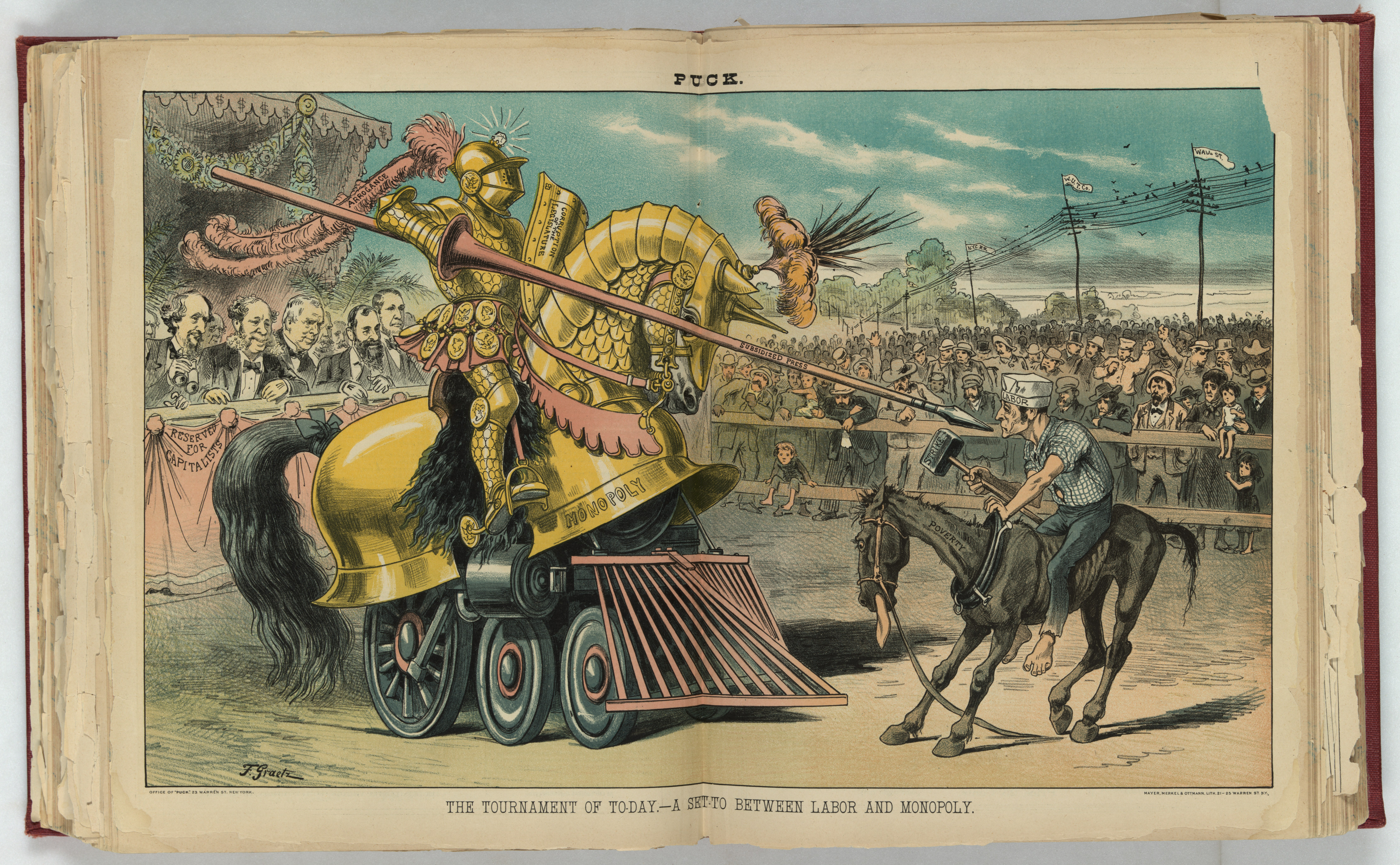
Dessin satirique par illustrateur autrichien Friedrich Graetz (1883)

Les monopoles du savoir sont la monopolisation des moyens de communication et la centralisation du pouvoir qui en découle. Pour Harold Innis, le contrôle des moyens de communication et de la diffusion de l'information garantit le pouvoir. En ce sens, ceux qui détiennent le pouvoir ont intérêt à restreindre l'accès des masses à l'information.
Professeur canadien d'économie politique connu pour ses ouvrages sur les médias et la théorie de la communication, Innis établit un motif entre la plume et l'épée à travers les scribes de l'Antiquité jusqu'aux temps modernes. Selon Innis, la connaissance ou les idées cruciales nécessaires à la création et à la stabilité et le pouvoir d'expansion d'un empire sont intrinsèquement liées à la force requise à maintenir ou favoriser ses monopoles du savoir.

## Naissance du concept
Le concept des monopoles du savoir émane de l'inclusion de la culture et de la politique au concept de monopole économique. La monopolisation des ressources est la centralisation du capital. L'analyse d'une société doit inclure l'analyse de son historique communicationnel propre. Pour ce faire, Innis avance que les types de communication favorisés par une société nous informent sur les types de pouvoir qu'elle préconise. Son concept de biais spatial et biais temporel fait la distinction entre deux tendances : les médias à biais temporel, qui favorisent la pérennité dans leur préservation de l'information ; et les médias à biais spatial, qui favorisent la diffusion de l'information. Le biais temporel est présent dans les sociétés qui cherchent à perdurer dans le temps et à transmettre leurs savoirs à postérité, tandis que le biais spatial est présent dans les empires qui souhaitent prendre de l'expansion physique et supplanter les autres cultures. Pour Innis, le succès et la longévité d'un empire dépendent de l'adoption d'un équilibre dynamique entre le biais spatial et le biais temporel.

## Histoire occidentale
Innis souhaitait diviser l'histoire occidentale en deux périodes : l'écrit et l'imprimé.

### L'écriture
Selon Innis, l'écriture permet l'accumulation du savoir et la comparaison des idées. Pour Ong, l'écriture libère l'esprit humain de la tâche de mémorisation et permet l'émergence de la pensée analytique, provoquant l'évolution de la pensée philosophique et scientifique moderne. Ce qu'Harold Innis identifie comme la montée des Empires est le développement d'une culture alphabétisée, dont le mode d'organisation sociale s'appuie sur la bureaucratie et la centralisation du pouvoir. Cette bureaucratie et l’existence d’une élite lettrée ne font pas partie des sociétés qui privilégient la tradition orale.
Les premiers documents écrits se présentaient sous la forme de pictogrammes requérant des compétences élevées dérivées d’une formation exclusive permettant la capacité d’écrire et d’interpréter l'information conduisant invariablement à un monopole du savoir sur les moyens de communication.
L'empire égyptien pour Innis exerçait une puissance impériale en utilisant un monopole du savoir sur le mode de communication hiéroglyphique. Dans la théorie Innisienne, l'empire égyptien était biaisé en faveur de sa liaison avec le temporel vu que les moyens de communication sur de la pierre dans l’intérêt de fournir à l’information une durabilité maximale. La bias égyptien possédait également une composante spatiale pouvant atteindre des zones de plus en plus éloignées, en érigeant des monuments dans des terres acquises.
Cette capacité de communiquer plus loin dans l’espace et dans le temps que les modes de communication exclusivement oraux permet des opportunités pour une cohésion sociale qui a son tour inspirait sa propre expansion impériale. L'alphabet phonétique, par exemple, remettait en cause la monopolie de la classe dirigeante des sociétés orales. L'introduction du papyrus était aussi un support de communication écrit plus portable et facile à produire émancipatoire par sa forme. Ces écrits ont aidé notamment les Israélites à conserver leur culture et leur religion et finalement à s'organiser pour s'enfuir de leur asservissement.

### L'imprimerie
La presse à imprimer est le développement le plus révolutionnaire de l’histoire des médias. La production mécanique des livres a permis une plus grande diffusion des savoirs, le début de l’industrialisation, et la démocratisation de l’accès à l’information. Par son caractère reproductible et portable, le livre fut le premier moyen de communication de masse. Selon Walter Benjamin, la presse à imprimer représente la dévaluation de l’art par sa duplication.

## Application politique
L'acquisition constante et la remise en question des monopoles de connaissances et de contrôle est le lieu où la culture est enracinée. En revanche, l’ethnologue français, Jean-Pierre Warnier perçoit la culture et son dérivé, la culture matérielle, comme étant invariablement un instrument de domination.
Bien qu’ils aient été contemporains, Gramsci et Innis ne se connaissaient pas. Les monopoles du savoir d’Innis et l’hégémonie culturelle de Gramsci adressent tous deux la question du contrôle social par l’emprise culturelle. Le concept d’hégémonie culturelle veut que la classe dirigeante dicte le cadre culturel d’une société et use de cette influence pour diriger la pensée des masses et les exploiter. Innis s’était lui aussi intéressé aux modèles de centralisation du pouvoir dans son étude de la communication unidirectionnelle allant du centre vers les périphéries d’un empire. Les deux théories laissent entendre l’idée d’un groupe marginalisé dont le statut est réduit par une incapacité à participer à la culture dominante.
Semblablement, Lévi-Strauss s’intéressait au rôle de l’expression écrite dans l’asservissement des cultures non-européennes. Il argumente que l’intention première de l’écriture est l’oppression, que tout intérêt autre relié à l’écriture n’a pour but que de dissimuler l’intention principale.

## Rôle des institutions académiques
Innis était d’avis que les universités se doivent d’assurer l’accès aux savoirs et de refuser l’édification des monopoles du savoir. Durant les dernières décennies, la hausse des coûts d’abonnement aux revues scientifiques a mené le monde académique à point de crise. Les bibliothèques universitaires canadiennes déboursent entre 350,000 et 9 millions de dollars par année en coûts d’abonnement aux revues scientifiques. Pour certaines universités, ces abonnements sont inabordables.
Selon Innis, « Il existe, dans [chaque civilisation], un processus par lequel se crée progressivement un monopole ou un oligopole du savoir qui se renforce constamment jusqu’à ce que survienne un point de rupture. ». La part de marché des cinq plus grands éditeurs scientifiques a passé de 20% en 1973 à 50% en 2006. Le marché de l’édition scientifique représente une concentration structurelle que Larivière, Haustein et Mongeon qualifient d’oligopole .
La crise des revues scientifiques a alimenté le mouvement pour le libre accès. Innis décrivait le point de rupture d’un empire comme l’inévitable résultat de la prédominance d’un type de biais. La dichotomie entre le libre accès et la législation du copyright sont devenues les nouveaux biais de l’empire de l’édition scientifique.
Des anthropologues comme Eduardo Restrepo et Arturo Escobar, quant à eux, critiquent l’éducation académique en invoquant son caractère dominant opérant à partir d'une « position épistémologique paradigmatique et privilégiée » qui, au nom de « canons théoriques » se manifestent comme des « appareils d'effacement de la différence » en leur imposant une « inscription donnée ». 
Tuhiwai-Smith, professeure maori et chercheuse en éducations autochtones, soulève des frustrations similaires : « l'éducation occidentale empêche [les intellectuels ou les militants] d'écrire ou de parler à partir d'une position indigène « réelle » et authentique » (Tuhiwai-Smith, 1999, p.14). Hale invoque les affirmations de garıfuna Gregoria Flores sur les stratégies indigènes : « les peuples opprimés, dans la grande majorité des cas, n'ont pas d'autre alternative que de mener des luttes pour les droits et la réparation en utilisant la langue, les outils juridiques et politiques, et même le financement de leurs oppresseurs .» Hale continue en utilisant le dicton de Lorde (1984) comme un contrepoint troublant : "les outils du maître ne démantèlent jamais la maison du maître"

Les géants numériques

## Nouveaux médias
Innis était conscient que les moyens de communication employés par une société influencent sa compréhension de la réalité par leur matérialité plutôt que par les messages qu’ils véhiculent. En se détachant des limites du temps et de l’espace, l’internet retient une immense capacité de centralisation du pouvoir, tout en permettant l’émergence d’une globalisation qui démocratise et décentralise l’information d’une manière qui était inconcevable à l’époque où les médias traditionnels dominaient.
Les structures de pouvoir centralisées peuvent utiliser les nouveaux médias à leur avantage et ainsi maintenir leur pouvoir. Bien que la méthodologie qu’il employait doit être réévaluée à l’ère numérique, l’équilibre impérial entre la gestion temporelle et le contrôle de l’espace dont parlait Innis peut être utile dans l’analyse de l’impact socio-culturel des nouveaux médias. 
Selon le sociologue belge, Armand Mattelart , en citant Drucker, théoricien en management, le monopole du savoir signale la disparition de l’engagement et des intellectuels contestataires au profit des intellectuels tournés vers la prise de décision. Ceci est une invitation adressée aux premiers à ranger la critique et à rejoindre pour la réussite du projet de société managérial global et post capitaliste de la knowledge society.
Joëlle Toledano dans GAFA, reprenons le pouvoir (2021), présente la façon dans laquelle l'asymétrie d’information rend difficile l’application du droit de la concurrence. La vitesse du temps numérique ainsi que sa commodité globale, en terme Innisien, démontre des capacités de communication dans le temps et l’espace sans précédent.

## Symbolisme

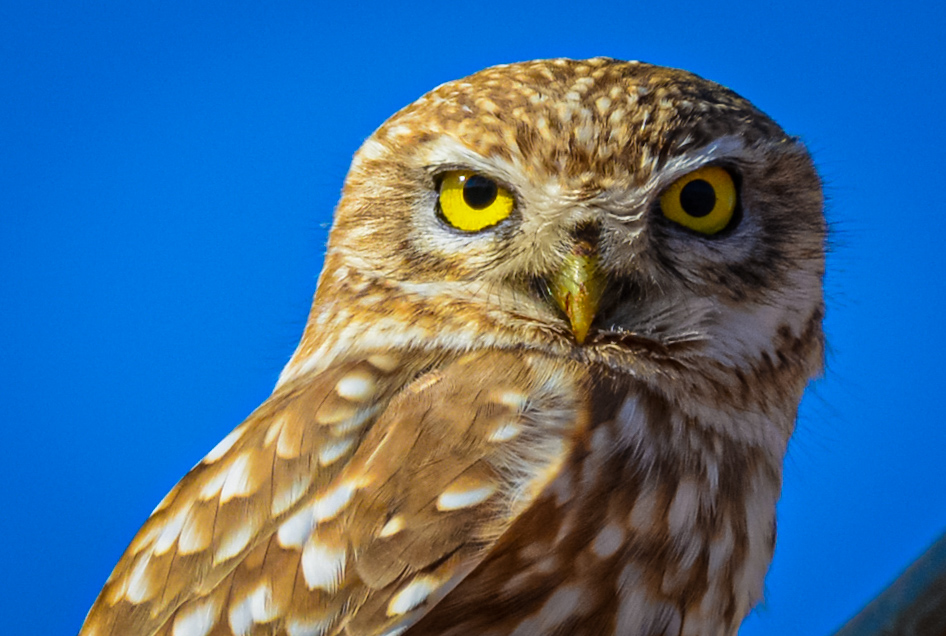
La Chevêche d'Athéna (Athene noctua)

Selon Innis, ayant de la puissance comme support, des nouvelles connaissances, dites vivantes, peuvent être développées de façons créatives favorisant un environnement propice à la réflexion et à la créativité.
Les connaissances générées à leur tour nourrissent les structures et mécanismes de pouvoir dans leur symbiose. Si le pouvoir prend trop le dessus, la culture est mourante (voir Asabiyya d’Ibn Khaldoun) . Si l’union est harmonieuse, sagesse et pouvoir ensemble permettent à une civilisation une certaine résilience ainsi qu’une capacité d’adaptation en situation de crise.
Toutefois, en considérant l'analogie Hégélienne, la chouette de Minerve ne commence son vol qu'au crépuscule ce qui illustre la notion apparemment contradictoire selon laquelle la culture atteint son apogée lorsqu'une civilisation commence son déclin.